# Annika Kahrs
Annika Kahrs (* 1984 in Achim) ist eine deutsche Installations-, Video- und Performancekünstlerin.

## Ausbildung
Annika Kahrs studierte an der Hochschule für bildende Künste in Hamburg bei Andreas Slominski, an der Akademie der bildenden Künste in Wien bei Harun Farocki und an der Hochschule für Bildende Künste Braunschweig in Braunschweig freie Kunst. Sie schloss 2012 ihr Studium an der Hochschule für bildende Künste Hamburg ab.
Annika Kahrs lebt in Hamburg.

## Künstlerisches Werk (Auswahl)
- Einführung

In Videos, Filmen und Performances erforscht Annika Kahrs die Übergänge zur Musik. Sie untersucht die kulturellen, kommunikativen und sozialen Funktionen von Musik.
- Die Vogelpredigt des Heiligen Franz von Assisi

2010 ließ sie Franz Liszts Klavierstück Die Vogelpredigt des Heiligen Franz von Assisi vor einer Kulisse aus pfeifenden, in Käfigen domestizierten Wellensittichen, Zebrafinken und Kanarienvögeln spielen.
- Strings

In der Hamburger Kunsthalle wurde 2010 ihre Arbeit Strings aufgeführt, bei der vier Profimusiker Beethoven spielten, jedoch nach jedem Satz ihr Instrument mit dem Sitznachbarn tauschen mussten, wodurch dilettantische und disharmonische Musik entstand.
- Hanoi view

In der Arbeit Hanoi view verarbeitete sie 2014 den wiedererwachten traditionellen Singvogel-Kult in Vietnam.
- Infra Voice

Giraffen können im Infraschall-Bereich ebensolche Töne wie der von Jean-Baptiste Vuillaume erbaute Oktobass erzeugen. Die Norwegische Musikerin Guro Skumsnes Moe schuf eine Komposition für Oktobass für Giraffen. Moes Stück wurde audiovisuell aufgezeichnet und Giraffen im Tierpark Hagenbeck vorgespielt. Im Video Infra Voice bleibt ungewiss, ob die Giraffe die Musik wahrnimmt. Untersucht wird von Kahrs die Verbindung zwischen Mensch, Tier und Musik.

## Ausstellungen
- 2006: Altonaer Museum, Hamburg[6]
- 2008: Hinterconti (mit Tina Kaempen), Hamburg
- 2011: Bundeskunsthalle Bonn[7]
- 2012: One on One, Kunst-Werke Berlin[8]
- 2013: Galerie Vera Munro, Hamburg
- 2013: The Unanswered Question. Iskele2, Neuer Berliner Kunstverein[9]
- 2013: Besser scheitern. Hamburger Kunsthalle[10]
- 2013: Playing to the Birds. Kunstraum München[11]
- 2014: Galerie Juliette Jongsma, Amsterdam
- 2014: On the Road. Las actitudes contemporáneas de San Francisco, San Francisco[12]
- 2014: Hanoi view mit Nguyen Phuong-Dan. Neue Kunst in Hamburg e.V. in der Galerie Katharina Bitte, Hamburg[13]
- 2014: Im Frühling, Darling, Kunstverein in Hamburg[14]
- 2015: lines, Kunsthalle Bremerhaven[15][16]
- 2015: Sound in Motion, Kunstmuseum Stuttgart[17]
- 2015: Dazwischengetreten, Künstlerhaus Bremen[18]
- 2015: Playing to the Birds, Kunsthal 44 Møen, Askeby[19]
- 2016: Internationale Tage Ingelheim 2016[20]
- 2017: 250 Jahre HFBK-Künstlerausbildung, Hamburg[2]
- 2017: Re/Treats of the contemporary VG Award 2017. Kestnergesellschaft, Hannover[21]
- 2017/18: wieder und wider, Gruppenausstellung. Hamburger Kunsthalle (Galerie der Gegenwart)[22]
- 2018: Infra Voice. Kasseler Kunstverein, Kassel[23]

## Preise und Auszeichnungen
Annika Kahrs erhielt 2011 beim 20. Bundeswettbewerb des Bundesministeriums für Bildung und Forschung „Kunststudentinnen und Kunststudenten stellen aus“ in der Kunst- und Ausstellungshalle der Bundesrepublik Deutschland in Bonn den Bundeskunstpreis. Im gleichen Jahr erhielt sie ein Stipendium der Hochschule für Bildende Künste, Hamburg.
2012 erhielt sie in Wiesbaden den George-Maciunas-Förderpreis, gestiftet von René Block, für den Videofilm Strings.
2017 wurde sie mit dem Förderpreis der Vordemberge-Gildewart-Stiftung für ihre Videoarbeit Sea-Pool mit drei Zeichnungen, die von Seemännern in Bremerhaven stammen, ausgezeichnet.
2019 erhielt sie das Stipendium des Max-Pechstein-Förderpreises.
2020 wurde Kahrs mit dem „Heitland Honneur“ der Heitland Foundation ausgezeichnet.
Für 2022 erhielt sie ein Stipendium der Villa Aurora.

## Arbeiten in Museen
- Strings 2010, Kunsthalle Hamburg (Videokunst)[30]
- Kunstmuseum Kloster Unser Lieben Frauen Magdeburg[31]